# Орден Пресвятой Девы Марии Испанской
Орден Пресвятой Девы Марии Испанской (исп. Order Santa María de España) или Орден Звезды (исп. Orden de la Estrella) — военно-рыцарский институт посвящённой жизни в Римско-католической церкви, основанный Альфонсом X, королём Кастилии и Леона в 1270 году. В 1280 году орден был упразднён и включен в состав Ордена Святого Иакова.

## История
Орден был основан в 1270 году королём Альфонсом X Мудрым с целью укрепления обороноспособности (охрана морских границ) королевства Кастилии и Леона. Он был основан по аналогии с орденом Калатравы. Членами организации были дворяне, рыцари и представители духовенства.
С 1273 года орден по приказу короля вошел в состав монашеской семьи цистерцианцев. Форма члена организации состояла из черной мантии и красного плаща с золотой звездой, внутри которой была вышита Богоматерь с Предвечным Младенцем на троне.
Кодекс де Флоренсия, включающий Кантигас де Санта Мария, содержит несколько кантиг, посвящённых этому ордену. К сожалению, не сохранилась нотная запись духовных песен.
Штаб-квартира ордена находилась при цистерцианском монастыре в Картахене, в построенном по приказу короля, который пожелал быть похороненным в нём после смерти. Орден был посвящён Богоматери Росельской, чей средневековый образ почитается в Картахене.
Некоторые историки считают, что собор Картахены на самом деле являлся храмом этого монастыря.
Орден также имел базы в портах Сан-Себастьян, Ла-Корунья и Эль Пуэрто де Санта Мария, подчинявшиеся штабу в Картахене.
23 июня 1280 года в битве при Мослин армия Кастилии и Леона под командованием Гонсало Руис Хирона, Великого магистра Ордена Святого Иакова и принца Санчо Храброго, будущего короля Санчо IV, не принимавшего участия в сражении, потерпела сокрушительное поражение от армии мусульман под командованием Мухаммеда II аль-Факиха, султана Гранады. Орден Святого Иакова потерял многих своих членов, в том числе и Гонсало Руис Хирона, который умер от ран, полученных в бою.
Для того, чтобы предотвратить исчезновение ордена Святого Иакова, король Альфонс X упразднил орден Пресвятой Девы Марии Испанской и ввел его членов в орден Святого Иакова, назначив новым Великим магистром Педро Нуньеса.
Причиной для упразднения ордена была его неэффективность в борьбе с врагами королевства Кастилии и Леона на море. Так флот ордена, армада Санта Мария де Эспанья, был полностью уничтожен в сражении при Альхесирасе.
13 августа 2008 года в Картахене был создан католический монашеский орден, ставший преемником Ордена Пресвятой Девы Марии Испанской. Члены этого ордена особенно почитают Богоматерь Росельскую.

## Галерея

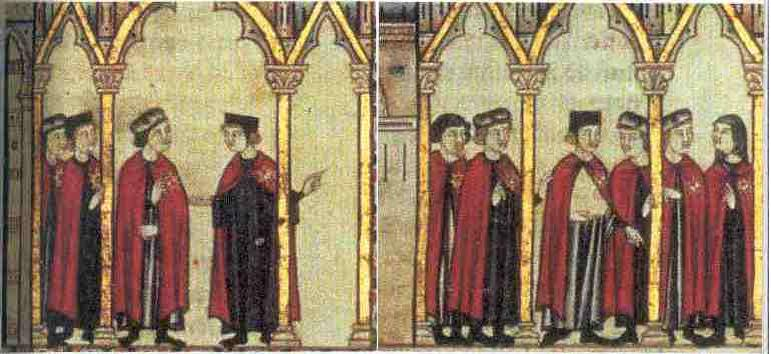
Миниатюра из Cantigas de Santa María
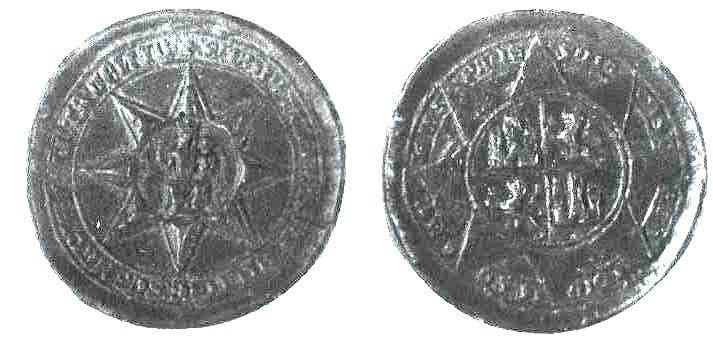
Печать XIII века, изображающая Великого магистра ордена
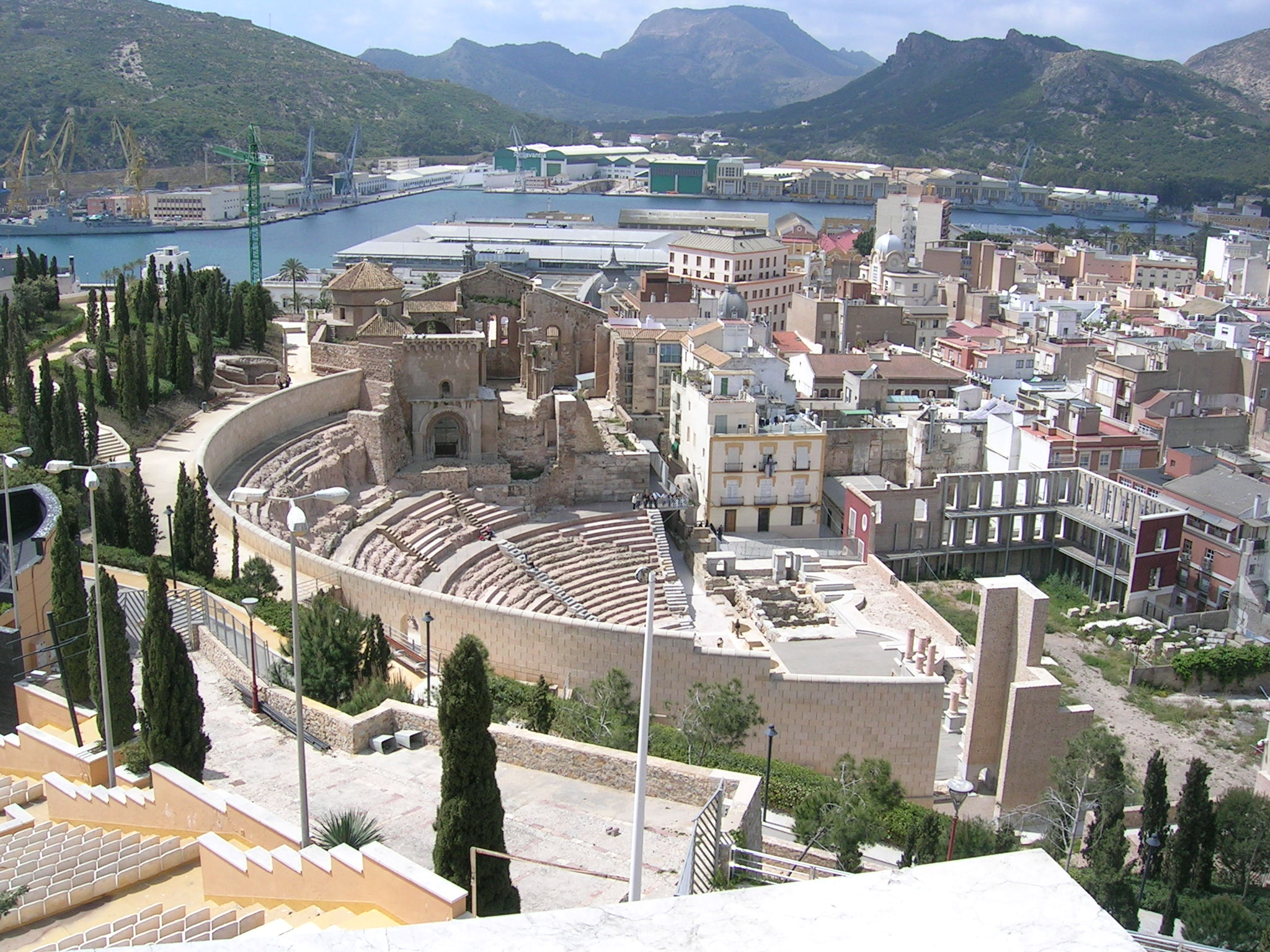
Руины собора в Картахене, где орден был основан